# Vy Maria Dong
Vy Maria Dong   (Big Spring, 1976) és una professora de química estaunidenca de la Universitat de Califòrnia, Irvine. Treballa en catàlisi enantioselectiva i síntesi de productes naturals. Va guanyar el Premi Elias James Corey de la Societat Química Americana l'any 2019.

## Biografia
Dong va néixer en Big Spring, Texas. És filla d'un maquinista i una manicurista i la primera de la seva família a graduar-se a la universitat. Va créixer a Anaheim, Califòrnia. Va estudiar química a la Universitat de Califòrnia, Irvine. Va decidir convertir-se en científica durant el seu segon any després d'assistir a una classe de Larry I. Overman. Va completar un projecte de recerca amb Larry I. Overman i es va graduar magna cum Laude l'any 1998.
Es va mudar a la Universitat de Califòrnia, Berkeley com a estudiant de posgrau. Va treballar amb David MacMillan i va obtenir el seu màster l'any 2000. Es va unir a l'Institut Tecnològic de Califòrnia per al seu doctorat, treballant en el Reordenament Claisen Zwitteriònic i la síntesi total d'Erythronolide B. Va ser nomenada becària postdoctoral dels Instituts Nacionals de la Salut en la Facultat de Química de la UC Berkeley, treballant en química supramolecular amb Robert G. Bergman i Ken Raymond.

## Recerca i carrera
Es va mudar al Canadà per treballar a la Universitat de Toronto. Va rebre una beca del Fons de Recerca d'Ontario l'any 2008. Va donar la conferència inaugural d'Eli Lilly Young a la Universitat de Wisconsin-Madison al 2009, on va parlar sobre les transformacions catalítiques dels enllaços CH. A Toronto, va treballar en heterocicles per a la química mèdica. Va demostrar com les lactones es poden fer a partir de cetoaldehids usant catalitzadors de rodi, aconseguint lactones regi i enantioselectives sense productes de rebuig. Continua explorant nous reactius, catalitzadors i estratègies per a la síntesi orgànica.
Va ser nomenada professora distingida Adrain Brook a la Universitat de Toronto l'any 2011. Aquest mateix any va guanyar el premi Roche a l'Excel·lència en Química. Va ser nomenada professora Novartis l'any 2012 i membre de la Societat del Japó per a la Promoció de la Ciència l'any 2013. Es va convertir en professora de la Societat de Química Orgànica Sintètica del Japó.
Va tornar a la Universitat de Califòrnia, Irvine, l'any 2013. El seu grup va venir amb ella, treballant en la hidroacilació catalítica i l'activació dels enllaços CH aldehid.
Es va convertir en editora associada de la revista de la Royal Society of Chemistry Chemical Science l'any 2015. Va donar una xerrada a TEDx Irvine l'any 2015, parlant sobre la seva passió per la química orgànica. Va demostrar que la catàlisi del rodi podria usar-se per fer pèptids cíclics. Va aconseguir això usant blocs de construcció completament acirals i catalitzadors d'hidrogenació. La catàlisi amb hidrur de Rh permet la reducció enantioselectiva i l'accés a motius populars en la química mèdica. També va combinar el rodi amb l'amina de Jacobsen.

### Premis
Va rebre una beca de la Fundació Alfred P. Sloan l'any 2009 i un Premi Amgen a la millor Jove Investigadora l'any 2010. Aquell mateix any, va ser guardonada amb el Premi AstraZeneca de Química. Va guanyar el Premi Arthur C. Cope de la Societat Química Americana al 2010 per les seves contribucions a la química orgànica.
L'any 2016 va rebre el Premi de Recerca Iota Sigma Pi Agnes Fay Morgan per la seva excepcional recerca en hidroacilació catalítica. Al setembre de 2018 es va anunciar que era la guanyadora del Premi Elias James Corey de la Societat Química Americana de 2019.